# ۵۴۹ (میلادی)
۵۴۹ (میلادی) پانصد و چهل و نهمین سال تقویم میلادی است.

## درگذشتگان
‎